# Ковачевиця
Кова́чевиця (болг. Ковачевица) — село в Благоєвградській області Болгарії. Входить до складу громади Гирмен.

## Населення
За даними перепису населення 2011 року у селі проживали 42 особи, усі — болгари.
Розподіл населення за віком у 2011 році:
Динаміка населення: